# Trügerisches Torfmoos
Das Trügerische Torfmoos (Sphagnum fallax), im deutschen Sprachraum auch Täuschendes Torfmoos oder Gekrümmtblättriges Torfmoos genannt, ist ein zur Sektion Cuspidata gehörendes Torfmoos und durch die langen spitzen Astblätter, den kleinen dreieckig spitzen Stammblättern und der grünlichen Färbung bereits makroskopisch von anderen Sphagnen differenzierbar.

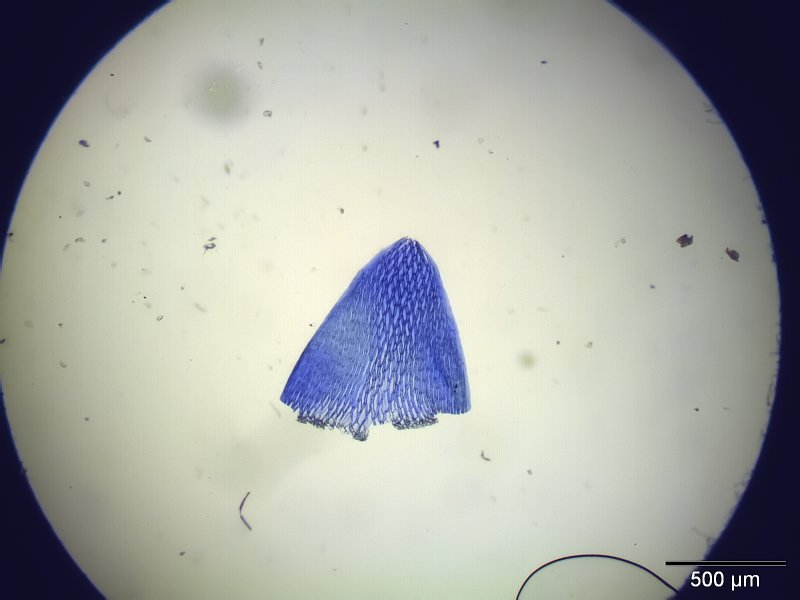
Sphagnum fallax: Stammblatt

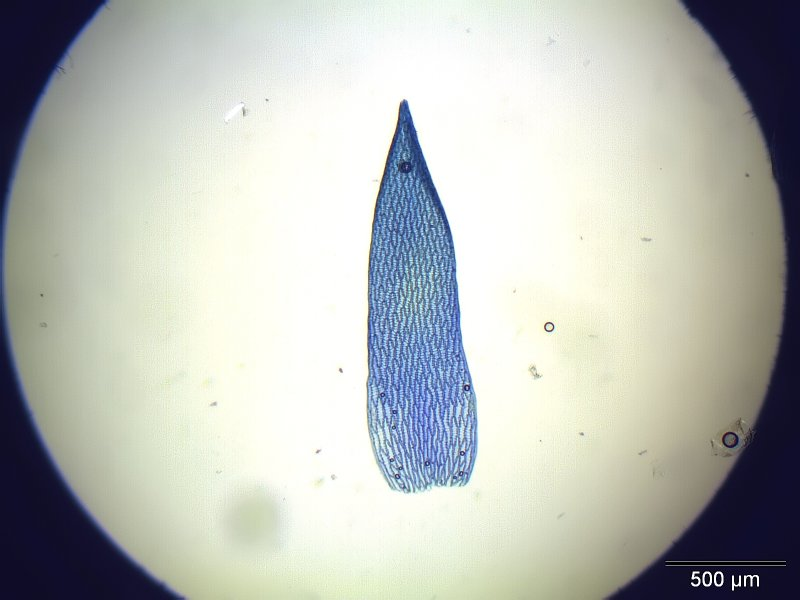
Sphagnum fallax: Astblatt

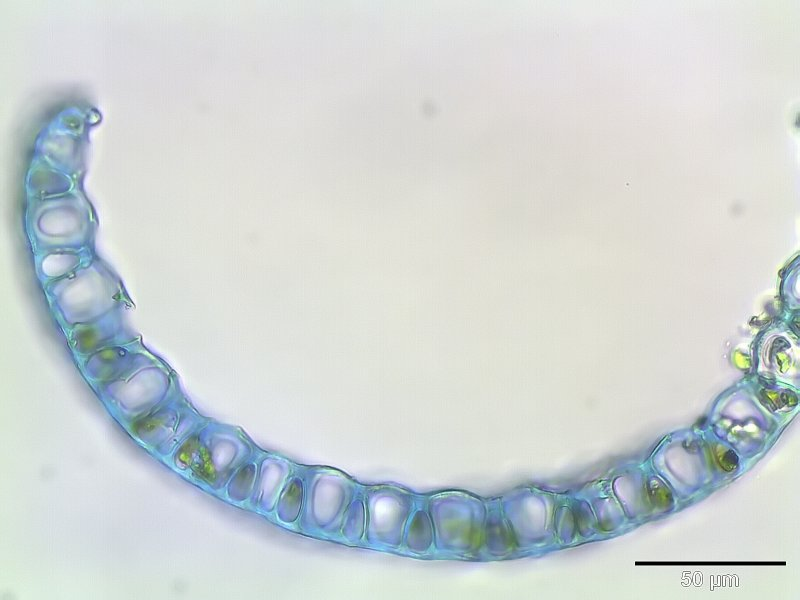
Sphagnum fallax: Querschnitt durch ein Astblatt

## Erkennungsmerkmale
Die mittelkräftigen Pflanzen des Trügerischen Torfmooses sind meist grünlich gefärbt, selten treten auch gelbbraune Farbtöne auf. Die Äste sind in Büscheln zu viert oder fünft organisiert, meist stehen 2 von ihnen ab.
Die 2- bis 4-schichtige Epidermis des Stammes ist relativ deutlich von der grünlichgelb gefärbten Sklerodermis abgesetzt. Die gleichseitig dreieckig geformten Stammblätter sind zugespitzt und etwa 1 mm im Durchmesser. Zudem ist ein recht deutlich ausgeprägter Saum vorhanden. Die Stammblatt-Hyalocyten sind höchstens wenig faserig.
Die länglich lanzettlichen, etwa 1 bis 3 mm langen Astblätter sind häufig in 5 Reihen am Ästchen angeordnet. Sie verlaufen allmählich in eine durch den umgerollten Blattrand scharf erscheinende Spitze. Im trockenen Zustand sind die Astblätter gewellt. Die Zellen auf der Blattinnenseite weisen einige Poren auf. Die Astblatt-Hyalocyten sind auf der Blattinnenseite gewölbt, während sie auf der Außenseite flach sind. Die dreieckigen Chlorocyten stehen auf der Außenseite frei. Auf der Innenseite werden sie gewöhnlich von den Hyalocyten eingeschlossen.
Verwechslungsgefahr besteht vor allem mit dem Schmalblättrigen Torfmoos (Sphagnum angustifolium), welches jedoch einen rötlichen Stängel ausbildet. Submerse Wasserformen können leicht mit dem Spieß-Torfmoos (Sphagnum cuspidatum) verwechselt werden und sind nur mikroskopisch eindeutig zu unterscheiden.

## Vorkommen
Das circumpolar verbreitete Trügerische Torfmoos ist in Europa ein häufiger Vertreter von sauren, mineralreichen, basenreichen oligo- bis mesotrophen Moorstandorten. Besonders typisch ist es an sehr nassen Stellen. Auf Schwingrasen ist es häufig mit Carex limosa und Scheuchzeria palustris vergesellschaftet. Charakteristische Begleitmoose sind das Schmalblättrige Torfmoos (Sphagnum angustifolium), das Gefranste Torfmoos (Sphagnum fimbriatum), das Magellans Torfmoos (Sphagnum magellanicum), das Sumpf-Torfmoos (Sphagnum palustre), das Ufer-Torfmoos (Sphagnum riparium) und auch das Girgensohns Torfmoos (Sphagnum girgensohnii). Optimale pH-Werte der Umgebung sollen von 2,5 und 6 reichen.